# Lucabindiite

La Lucabindiite è un minerale scoperto nel 1998 nel cratere La Fossa di Vulcano, nelle isole Eolie. Ha la formula chimica (K,NH4)As4O6(Cl,Br) ed è esagonale. Dopo mesi di raccolta di sublimati e incrostazioni, i ricercatori hanno scoperto la lucabindiite che è stata trovata sulla superficie della breccia piroclastica. Il minerale prende il nome da Luca Bindi, professore di mineralogia ed ex capo della divisione di mineralogia del Museo di Storia Naturale dell'Università di Firenze.

## Ritrovamenti e proprietà fisiche
I ricercatori hanno scoperto una piccola quantità di cristalli di lucabindiite, quindi non hanno potuto eseguire una misurazione diretta dell'indice di rifrazione. Tuttavia, altri due metodi, il metodo Mandarino (1981) e il metodo Korotkov & Atuchin (2008), sono stati utilizzati per stimare l'indice di rifrazione medio. Questi valori sono rispettivamente 1,92 e 1,88. La piccola quantità che ottennero rese difficile o impossibile misurare altre proprietà fisiche. La densità è stata calcolata a 3,68 g/cm3. Il minerale è molto fragile, non mostra segni di scissione, separazione o schemi di frattura e la durezza non è stata determinata. La lucabindiite è formata dalla presenza di vapore di alogenidi di idrogeno e arsenico. la lucabiindite si trova anche in combinazione con arsenolite, K & NH4 halides, orpimento, realgar, kirkiite, e vurroite. La lucabindiite ha una struttura contenente (001) strati di fogli neutri As2O3. Ogni foglio è formato da piramidi ed è collegato da un intercalare di Ossigeno condiviso.

## Studi chimici e spettroscopici
La lucabindiite ha la formula chimica (K,NH4)As4O6(Cl,Br). Un'analisi quantitativa è stata eseguita utilizzando la spettroscopia a dispersione di energia a causa della piccola dimensione del campione di 100 µm spalmato su un film di carbonio spesso 30 nm. La formula chimica ottenuta da questo metodo è [(K0.51(NH4)0.49]_{Σ1.00}As4.00O5.93(Cl0.48Br0.40F0.19)_{Σ1.07} sulla base di 7 anioni. La presenza di ammonio è stata confermata utilizzando il raffinamento della struttura e la spettroscopia infrarossa a trasformata di Fourier. La diffrazione della polvere a raggi X è stata eseguita sulla lucabindiite e i valori calcolati sono: a = 5.2372(2)Å, c = 9.0085(7)Å, V = 213.98(2)Å3.